# Серийные убийства в Хартфорде
Серийные убийства в Хартфорде — серия убийств пяти девушек, совершенных в период с 15 июля 1987 года по 13 января 1991 года на территории города Хартфорд,  штат Коннектикут. Все жертвы являлись молодыми девушками, ведущими маргинальный образ жизни и были замечены в употреблении наркотических средств.  В ходе дальнейшего расследования в число подозреваемых  попал местный житель Хартфорда,  который впоследствии был осужден по обвинению в совершении одного убийства. Однако его вина ставилась под сомнение и многими оспаривалась.

## Серия убийств
Серия убийств началась 15 июля 1987 года, когда было обнаружено тело 29-летней Мэри Ширли. Причина ее смерти не была установлена, но впоследствии было объявлено, что женщина была убита. 28 ноября 1988 года была обнаружена задушенной на территории одного из парков Хартфорда 22-летняя Патрисия Томпсон. 10 июня 1990 года была найдена убитой 19-летняя Дейдра Дэнси. Тело девушки было обнаружено завернутым в занавеску для душа. В ходе судебно-медицинской экспертизы было установлено, что девушка была убита несколькими ударами ножа. Следующей жертвой серийного убийцы стала 15-летняя Тамейка Майо, которая была задушена при помощи мужского галстука 11 марта 1990 года. Девушка была ученицей школы «A.I. Prince Vocational Technical High School», где являлась звездой школьной баскетбольной команды. Тамейка Майо проводила свое детство и юность в социально-благополучной обстановке и никогда не была замечена в компании личностей, ведущих маргинальный образ жизни. В ходе расследования полиция установила что жертва перед смертью была изнасилована. Тело жертвы преступник сбросил недалеко от одной из дорог на окраине Хартфорда. 13 января 1991 года была найдена 5-я жертва. 28-летняя Карла Терри была обнаружена задушенной и частично завернутой в мешок для мусора на улице Марка Твена в Хартфорде. Девушка перед смертью была подвергнута избиению и издевательствам, на одной из ее грудей были обнаружены следы от укуса. По словам членов семьи Карлы Терри, в ночь перед тем, как ее тело было обнаружено, девушка была замечена сразу в двух ночных клубах, после чего около 2 часов ночи позвонила своей сестре и попросила разрешение переночевать у нее в квартире. Карла Терри обещала сестре появиться у нее через несколько минут, но так и не появилась. В ходе расследования родственники девушки заявили полиции о том, что Карла была общительной девушкой, имела множество знакомств в городе. Она являлась безработной, но согласно утверждениям родственников не была замечена в занятии проституцией и периодически подрабатывала няней, заботясь о детях соседей и знакомых.

## Расследование
В ходе расследования убийства Карлы Терри, в январе 1991 года полиция нашла свидетеля, который заявил о том, что видел девушку в одном из баров Хартфорда незадолго до ее исчезновения в компании местного жителя, которого он идентифицировал как 42-летнего Альфреда Суинтона. Установив, что Суинтон проживал  на расстоянии нескольких сотен метров от места обнаружения трупа Терри, полиция получила ордер на обыск апартаментов Суинтона. При обыске в подвальном помещении жилого дома, где была расположена квартира Суинтона, сотрудники правоохранительных органов обнаружили бюстгальтер черного цвета. Сестра Карлы Терри - Лаверн Терри не сумела опознать бюстгальтер, как принадлежащий ее сестре. Установив, что Карла Терри увлекалась наркотическими средствами, полиция предположила, что Суинтон убил девушку после того, как она отказалась предоставить ему сексуальные услуги в обмен на наркотики и взял ее бюстгальтер после совершения убийства в качестве «трофея». После ареста Альфред Суинтон сделал несколько противоречивых заявлений. Первоначально он заявил, что отсутствовал в городе на момент совершения убийства Карлы Терри, после чего под давлением свидетельских показаний вынужденно признал факт нахождения в баре и факт общения с женщиной в ночь ее исчезновения. После этого, в феврале 1991 года Альфред Синтон дважды проходил тестирование на полиграфе, однако результаты тестирования были признаны неубедительными, после чего подозрения в адрес Суинтона усилились. Детективы получили ордер на получение образцов волос, слюны и крови Альфреда Суинтона. Однако результаты криминалистических экспертиз не смогли сопоставить волосы или кровь Суинтона с каким-либо биологическим материалом, найденным на теле Терри или рядом с ним.
В ходе дальнейших допросов, Суинтон неожиданно признал факт знакомства со всеми убитыми женщинами, а также заявил что как  минимум с двумя из жертв у него в разное время была интимная связь. Так он дал признательные показания в том, что несколько раз встречался с Тамейкой Майо, которая добровольно садилась в его фургон. Во время одного из допросов Суинтон продемонстрировал неожиданную реакцию, когда  ему показали фотографию с места обнаружения трупа Майо. Галстук, которым была задушена девушка Суинтон признал и заявил, что он похож на тот, который принадлежал ему. Когда ему показали фотографию убитой Мэри Ширли, Суинтон согласно свидетельствам детективов обхватил голову руками и снова сделал поразительное признание, заявив что он неоднократно занимался сексом с погибшей в задней части своего фургона, где следователи могут найти пряди ее волос. Также Альфред Суинтон добровольно сообщил следователям, что у него был интимный контакт с погибшей Дидре Дэнси, найденной обнаженной и убитой в июне 1990 года. Суинтон проводил значительное количество свободного времени в барах, расположенных на севере Хартфорда, что способствовало  распаду его брака в сентябре 1990 года с женой Карен Суинтон, от которой у него было двое детей.
В марте 1991 года полиция отвезла Суинтон к месту, где было обнаружено тело Терри, а также к местам, где в Хартфорде были найдены трупы остальных убитых. Суинтон вынужденно признал тот факт, что местность, где были сброшены преступником трупы убитых - хорошо ему знакома и он неоднократно бывал там в разные годы жизни, однако он продолжал настаивать на своей невиновности. В ходе комплексной медико-криминалистической экспертизы следов укуса на груди Карлы Терри с участием судебного медика и специалиста трасолога, криминалисты сравнив отпечатки зубов Суинтона и отпечатки зубов на груди Терри - пришли к выводу что укус был совершен Альфредом Суинтоном, на основании чего он был арестован 25 июня 1991 года и ему были предъявлены обвинения в совершении убийства Карлы Терри. В ходе дальнейшего расследования прокуратура округа Хартфорд нашла еще ряд косвенных доказательств причастности Суинтона к совершению убийства Карлы Терри и направила уголовное дело в суд, однако суд изучив материалы уголовного дела отказался проводить судебный процесс и постановил закрыть уголовное дело из-за недостатка доказательств. Свое решение суд аргументировал тем, что судебно-медицинские эксперты не смогли установить дату, когда Карла Терри получила травму в виде укуса на своей груди, непосредственно перед своей смертью или задолго до этого момента. Несмотря на то, что Суинтон не смог предоставить алиби на момент совершения всех убийств, суд посчитал что очевидных доказательств присутствия Суинтона в компании жертв непосредственно перед их исчезновением найдено не было.
В 1992 году была сформирована целевая группа для расследования нераскрытых убийств 17 женщин в районах городов Хартфорд и Уотербери, основным подозреваемым в совершении которых являлся Суинтон. Очередной виток расследования произошел в начале 1998 года после того, как в результате новых методов комплексной медико-криминалистической экспертизы следов укусов, судебные медики и специалисты- одонтологи пришли к выводу, что следы укуса на груди Карлы Терри преступник оставил непосредственно перед ее смертью, на основании чего Альфред Суинтон был арестован в октябре 1998 года и ему снова было предъявлено обвинение в совершении убийства Терри. Судебный процесс начался в январе 2001 года. На судебном процессе в качестве свидетелей обвинения выступили несколько человек, которые дали свидетельские показания против Суинтона изобличая его в совершении убийства. Сестра Терри, Лаверн, которая в 1991 году заявила, что черный бюстгальтер, найденный в подвале жилого дома, где проживал Суинтон - не принадлежал Карле Терри, на судебном процессе изменила свои первоначальные показала, заявив что бюстгальтер в действительности  принадлежал ее племяннице, которая одолжила его Карле Терри. Доктор Гас Каразулас, главный судебный одонтолог «Лаборатории судебной экспертизы полиции штата Коннектикут», также дал показания под присягой, утверждая что сравнение слепка следов укуса зубами Суинтона со следами укуса на теле Терри дало стопроцентный результат и доказывает что следы укуса оставлены зубами Суинтона.
Гектор Фримен, друг Карлы Терри, заявил на суде что в ночь, когда пропала без вести Карла Терри, он встретил ее около часа ночи возле кафе «Oakland Terrace Cafe» и согласился отвезти ее домой. По пути домой, согласно его свидетельствам они остановились в баре под названием «Kenney's Grill». Фримен утверждал, что они провели в баре около часа и уехали незадолго до 2 часов ночи, после чего он высадил ее в доме ее другой сестры, Ронды Терри. Бармен бара «Kenney's Grill» Дарлин Чаппелл подтвердил показания Фримена, заявив что девушка действительно находилась в ту ночь в баре и разговаривала с несколькими мужчинами, одного из которых он идентифицировал на судебном процессе как Альфреда Суинтона, который по словам Чаппелла покинул бар раньше Фримена и Терри. Однако его показания опровергла Марта Пойнт-Дюжур, которая утверждала что в ту ночь также находилась в баре  «Kenney's Grill». В ее изложении следовало, что Суинтон и Терри действительно находились на тот момент в баре и некоторое время беседовали, после чего девушка покинула заведение, а Суинтон остался один. Сестра Карлы, Ронда Терри на судебном процессе свидетельствовала о том,  что видела из окна своей квартиры, как Карла Терри вышла из машины Гектора Фримена вскоре после 2 часов ночи. Она заявила, что видела, как ее сестра шла по улице и скрылась из виду, после чего исчезла. Ее тело было обнаружено менее чем через три часа после того, как она покинула автомобиль Фримена.
Одна из знакомых Суинтона, Мэри Элис Миллс выступая на суде в качестве свидетеля обвинения, заявила членам жюри присяжных заседателей что Суинтон во время разговора с ней в 1991 году заявил, что «убийство сошло ему с рук». Однако адвокаты Суинтона с целью опровергнуть доверие присяжных заседателей к Мэри Миллс, предоставили суду доказательства того, что девушка в начале 1990-х страдала наркотической зависимостью и увлекалась употреблением алкогольных напитков. Джеймс Арнольд, отбывающий уголовное наказание в тюрьме  «Webster Correctional Institution» также выступил на суде в качестве свидетеля обвинения. Арнольд заявил суду, что был знаком с Суинтоном. Он утверждал что в 1991 году они несколько раз встречались и во время разговоров между ними  Суинтон якобы утверждал, что подвергал Карлу Терри сексуальным домогательствам, во время которых однажды укусил ее за грудь. Однако свидетельства Джеймса Арнольда были признаны неубедительными, так как защита Суинтона снова предоставила суду доказательства того, что Арнольд в начале 1990-х страдал наркотической зависимостью.
Обвинение на судебном процессе также представило отрывки из записанного на аудиопленку  интервью с Суинтоном, которое он дал писательнице Кэрон Халлер, которая опубликовала статью в местной газете о нераскрытых убийствах 10 женщин в окрестностях Хартфорда. Во время интервью Суинтон обсудил серийные убийства и предполагаемый мотив преступника. Суинтон предположил, что своих жертв преступник заманивал обещанием предоставить наркотик или материальные средства в обмен за предоставление сексуальных услуг.  В то же время Альфред Суинтон заявлял о своей непричастности к совершению убийств, хотя  этих опровержений не было в статье, опубликованной Кэрон Халлер. Майкл Скализ, который содержался в окружной тюрьме вместе с Альфредом Суинтоном в ожиданияи открытия судебного процесса, заявил суду что Суинтон якобы признался ему в том, что совершил нападение на Карлу Терри, во время которого изнасиловал ее, после чего убил и забрал ее бюстгальтер. Однако адвокаты Альфреда Суинтона предоставили суду доказательства того, что показания Скализа недостоверны и подвергаются сомнению. Адвокаты Суинтона предоставили членам жюри присяжных заседателей документы, согласно которым следовало, что после получения показаний от Скализа в окружной тюрьме, следователи снабдили Скализа скрытым микрофоном для прослушивания разговоров, однако на аудиозаписях выяснилось, что в разговорах с сокамерниками и другими заключенными Суинтон никогда не свидетельствовал против себя и неоднократно настаивал на своей невиновности.
Команда защиты Суинтона на судебном процессе представила результаты независимой криминалистической экспертизы, выполненной экспертом-ондотологом Нилом Риснером, который заявил на суде, что  в ходе экспертизы его осмотр не выявил совпадения между следами укуса зубами Суинтона и следами укусов на груди жертвы. На основании этих весьма косвенных улик и не совсем достоверных показаний 21 марта 2001 года жюри присяжных заседателей признало Суинтона виновным в убийстве первой степени, после чего суд назначил ему уголовное наказание в виде 60 лет лишения свободы. Хотя полиция заявила, что они продолжают подозревать Суинтона в других нераскрытых убийствах, ему так и не было предъявлено обвинение в совершении этих преступлений.

## Последующие события
В 2004 году адвокаты Альфреда Суинтона составили апелляционный документ и подали апелляцию, требуя отмену приговора своему подзащитному и назначения нового судебного разбирательства. Суинтон и его адвокаты настаивали на том, что суд  неправомерно принял в качестве доказательств его виновности фотографии укуса на груди Карлы Терри, обработанные компьютером, так как фотографии следа от укуса на теле жертвы  были улучшены с помощью компьютерной программы, известной как «Lucis», а изображения зубов ответчика, наложенные  на фотографии следов укуса, были сделаны с помощью компьютерной программы «Adobe Photoshop». Суинтон утверждал, что прокуратура не представила обоснованных показаний о пригодности этих двух программ для сопоставления следов укуса зубами Суинтона  со следом укуса на теле Терри поскольку эти доказательства мог составить любой человек, имеющий элементарные навыки с работой этих программ. Таким образом, утверждали его адвокаты,  приобщение этих доказательств нарушило конституционные права Суинтона и являлись фотографическими или иллюстративными материалами, но не научными доказательствами. Адвокаты в своей апелляции опирались на показания  майора Тимоти Пальмбаха, сотрудника отдела научных служб в государственном департаменте общественной безопасности. Он имел степень магистра судебной медицины и большой опыт работы в этой сфере. Выступая на суде в качестве свидетеля обвинения, Пальмбах заявил о том, что получил оригинальные фотографии травм на теле Карлы Терри от представителей сотрудников правоохранительных органов, которые не имели  оборудования, необходимого для создания фотографий с цифровым улучшением. Палмбах производил улучшения изображений фотографий в компании под названием «Image Content Technologies». Палмбах объяснил, что программа «Lucis» была разработана в 1994 году специально для научных разработок, но эксперты-криминалисты вскоре стали использовать ее в судебно-медицинских учреждениях для проведения различных криминалистических экспертиз. Большая часть показаний Пальмбаха на судебном процессе касалась того, как работала программа «Lucis», однако он не был квалифицирован как специалист по компьютерным программам в целом а также не имел квалификации программиста. На основании этого адвокаты требовали признать эти доказательства недействительными, так как они фактически были созданы с помощью компьютерных программ и таким образом влекли за собой дополнительные основополагающие требования. В конечном итоге апелляция Альфреда Суинтона была отклонена, хотя суд заявил, что доказательства причастности Суинтона подвергаются сомнению, так как компьютерная техника может совершать ошибки из-за неисправности аппаратного обеспечения, механического устройства компьютера, процедурах ввода, базе данных и программе обработки. Ввиду сложного характера работы компьютеров и общего незнания их работы, Верховный суд Коннектикута в 2004 году постановил, что суды низших инстанций на территории штата в будущем обязаны уделять особое внимание изучению доказательств, сгенерированных с помощью компьютерных программ, чтобы быть уверенными в том, что оснований для вынесения обвинительного приговора достаточно, а достоверность результатов криминалистических экспертиз не подвергается сомнению. Также суд постановил, что сторона обвинения обязана предоставить стороне защиты обвиняемого полную возможность исследовать процесс, посредством которого информация загружалась в компьютер.
В начале 2010-х годов Суинтон при поддержке своих адвокатов обратился
в некоммерческую правозащитную организацию под названием «Проект невиновность» (англ. «Innocence Project»), стремящуюся оправдать невинно осуждённых людей посредством использованию тестов ДНК. В 2014-м и 2015-м годах с помощью сотрудников организации «Connecticut Innocence Project», филиала организации «Проект невиновность», расположенной в Коннектикуте - было проведено ДНК-тестирование мазков предположительно слюны, взятой следователями со следа укуса на груди Карлы Терии. На основании тестирования была выявлена мужская ДНК, генотипический профиль который не соответствовал генотипическому профилю Альфреда Суинтона. После этого был проведен анализ-ДНК частиц эпителия кожи, обнаруженных на бюстгальтере, который был найден в подвале жилого дома Суинтона и который на основании свидетельств ряда свидетелей - принадлежал погибшей. В результате тестирования было выявлено, что выделенная ДНК из частиц эпителия не соответствовала ни ДНК жертвы, ни ДНК Суинтона, что позволило предположить, что Карла Терри в действительности никогда его не носила. Альфред Суинтон никогда не обвинялся в сексуальном насилии Карлы Терри, тем не менее в ходе судебно-медицинской экспертизы на ее теле были обнаружены биологические следы, которые предположительно оставил на ее теле преступник после ее изнасилования. В ходе ДНК-тестирования следов спермы также была обнаружена  мужская ДНК, генотипический профиль которой не соответствовал генотипическому профилю Альфреда Суинтона.
В 2015 году представители проекта «Проект невиновность» взяли на себя представительство Суинтона и привлекли для создания нового апелляционного документа юридическую фирму «Skadden, Arps, Slate Meagher & Flom». После того, как апелляционный документ был создан, адвокаты Альфреда подали новую апелляцию. Когда дело было доведено до сведения прокуратуры округа Хартфорд, на основании ходатайства защитников Суинтона было проведено ДНК-тестирование соскобов с ногтей жертвы, которые содержали частицы эпителия кожи, которые по версии следствия принадлежали ее убийце. В результате тестирования, Альфред Суинтон снова был исключен из числа возможных преступников.
В этот же период  научное сообщество отвергло анализ следов укусов, полученный с помощью компьютерных программ - как метод судебной экспертизы, способный идентифицировать подозреваемого. В отчете Национальной академии наук США за 2009 год было объявлено, что у судебно-медицинских одонтологов нет ни одного метода, где существовала бы  научная основа для предоставления очевидных доказательств виновности обвиняемых в судебных процессах. В свете этих событий юристы  организации «Проект невиновность» связались с доктором Гасом Каразуласом, который на судебном процессе Альфреда Суинтона в 2001 году стал ключевым свидетелем обвинения. Ознакомившись с результатами тестирования, Каразулас предоставил письменные показания, данные им под присягой, в которых заявил что Альфред Суинтон не является тем человеком, который нанес жертве след от укуса и его виновность в совершении убийства Карлы Терри маловероятна. Также он заявил о том, что больше не считает, что его показания имели какое-либо веское научное основание.
В январе 2017 года апелляция Суинтона была удовлетворена. Его приговор был отменен и ему было назначено новое судебное разбирательство. На повторном судебном процессе, прокуратура округа Хартфорд сняла все обвинения с Суинтона, вследствие чего 8 июня 2017 года после отбытия 19 лет в тюремном заключении Альфред Суинтон был освобожден, а его осуждение было признано судебной ошибкой. Впоследствии Суинтон подал гражданский иск к администрации штата Коннектикут, который выиграл. В 2020 году он получил 3,6 миллиона долларов в качестве материальной компенсации за неправомерное осуждение. 3 мая 2021 года Альфред Суинтон умер в возрасте 72 лет. После его освобождения, его непричастность в совершении серийных убийств больше никем не подвергалась сомнению, но личность настоящего преступника так и не была установлена. В свое время на территории Хартфорда было совершено до 17 убийств, которые, по мнению представителей полиции, могли быть связаны но не были включены в официальное число жертв серийного убийцы. Потенциальные связи между  убийствами никогда публично не разглашалась.